# 魚鳧

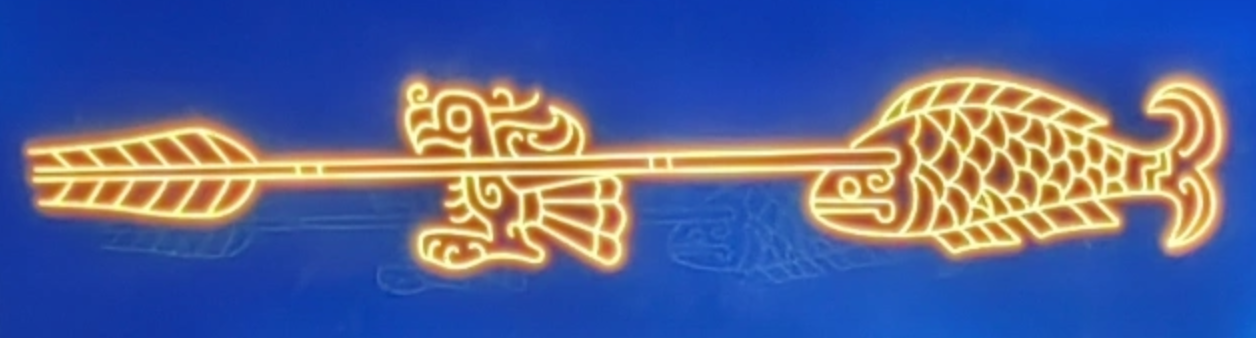
三星堆金杖上的魚、鳥、箭圖案

魚鳧（？—？），是中国传说中古蜀國（現四川一帶）的第三任君主。鱼凫王墓遗址位于現今温江区寿安镇水星村，又名大墓山。魚鳧時期統治的蜀國是其輝煌時期。「魚鳧」原意是指一種捕魚的水鳥，三星堆出土金杖上就刻畫有魚鳥圖案。古時成都西門外的兩株石筍曾被稱為「魚鳧仙壇」。
唐代詩人李白在《蜀道難》提及古蜀王魚鳧：「蠶叢及魚鳧，開國何茫然，爾來四萬八千歲，不與秦塞通人煙」。大約在夏商之際，蜀人部落從今茂縣一帶遷徙至成都平原。「三代蜀王」之後，大約相當於中原西周時期。